# Hatti (llengua)
La llengua hatti és l'idioma extint que parlaven els hatti des del III mil·lenni aC. No es coneix cap document de parlants nadius sinó solament traduccions hitites o referències indirectes d'altres cultures. Per això el corpus que es posseeix és escàs i no permet afiliar l'hatti a cap família lingüística amb seguretat, encara que alguns estudiosos creuen que era una llengua caucàsica nord-occidental. A partir d'inscripcions bilingües i de la toponímia s'ha reconstruït part de la gramàtica i el funcionament d'aquesta llengua, com per exemple alguns casos, la formació del plural o l'ús dels afixos. La major part del vocabulari conservat pertany a l'esfera mitològica i religiosa hatti, que es va incorporar a la cultura hitita.